# Charlestown (New Hampshire)
Charlestown – miasto w Stanach Zjednoczonych, w stanie New Hampshire, w hrabstwie Sullivan.